# Alexandra Usó i Cariñena
Alexandra Usó i Cariñena (Bétera, Camp de Túria, 1963) és una docent i activista social valenciana. És d'ençà de l'11 de juny de 2022 la presidenta d'Escola Valenciana. És la segona dona, després de Carme Miquel, a ocupar el càrrec de presidenta de l'entitat.

## Biografia
Alexandra Usó nasqué el 1963 a Bétera (Camp de Túria). Es va llicenciar en psicologia. Pertany a la Coordinadora Camp de Túria de l'entitat Escola Valenciana d'ençà d'uns 23 anys.
Al juny del 2022, Usó, que treballa com a mestra a l’institut les Alfàbegues de Bétera, va encapçalar una candidatura innovadora presentant-se amb un equip en el qual predominen les dones, els joves i representatiu de tot el País Valencià. L'èxit de la candidatura la va convertir en la nova presidenta de l’entitat per al període 2022-2026, amb més del 98% dels vots l'11 de juny de 2022.